# Maggy Willemsen
Pour les articles homonymes, voir Willemsen.
Maggy Willemsen, née le 18 février 1939 à Grivegnée et morte le 3 juin 2023 à Liège, est une dessinatrice, peintre et graveuse belge.

## Biographie
Fille de Léon Willemsen, transporteur, et de Marie Marini, Maggy Willemsen passe son enfance à Liège. Elle étudie à l'Académie royale des beaux-arts de Liège, où elle est l'élève de Jean Debattice, Georges Comhaire et Henri Brasseur,,,,. Elle commence sa carrière artistique comme artiste graphique,. Elle reçoit les conseils du graveur Jean Dols et elle expose dans la galerie de ce dernier à Liège en 1965, 1966 et 1967.
Elle enseigne durant plusieurs années la gravure à l'Académie royale des beaux-arts de Liège ; elle expose régulièrement, surtout en Belgique, entre 1965 et 1996 ; elle dessine 3 timbres pour la poste belge en 1984 ; et elle développe une œuvre graphique où « elle met en scène un monde fantastique et féminin à l'atmosphère feutrée et angoissante »,.
La santé de l'artiste se dégrade à partir de 2017 et elle doit entrer en maison de repos en 2019 à Liège, où elle décède le 3 juin 2023.

## Œuvre

### Style et techniques artistiques
Elle a réalisé de nombreuses peintures, gravures et dessins,. Elle développe une technique originale, la peinture sur cuivre gravé,.
Au début de sa carrière artistique, elle réalise principalement des gravures à l'eau-forte et à la pointe sèche dans un style fantastique inspiré par Jérôme Bosch, Pieter Brueghel l'Ancien et par des artistes liégeois contemporains tels que Jean Debattice et Jean Dols. Elle continue à graver tout au long de sa carrière, « jouant sur tous les registres », bien que la majorité de ses planches, et de son œuvre en général, restent toujours teintés d'onirisme ou d'inspiration surréaliste. En 1975, Marcel Hicter décrit son style artistique en ces termes : « Car il faut compter avec votre propre "illuminisme" ; votre passion pour les mages, les devins, les magiciens, les ambiguïtés "zodiacales", vos faiblesses pour les chercheurs de la Pierre philosophale sont à l'opposé de mes structures mentales mais, vieil étudiant des Métamorphoses d'Apulée, du temps que j'écrivais, je faisais aussi du "fantastique". »
À partir de 1970, elle se centre davantage sur la peinture, surtout la peinture sur cuivre gravé. Elle effectue en 1969 les illustrations de l'œuvre Le Verger d'Ombres de Jean-Marie de Ronchêne. Plusieurs de ses œuvres illustrent et sont commentées en détail dans l'essai Saisir sa vie d'André-Marie Masson.
Elle s'inspire habituellement d'œuvres littéraires concrètes, telles que Les fureurs héroïques de Giordano Bruno, Contes fantastiques en dialecte wallon de Jean-Denys Boussart (wa), mais aussi de diverses œuvres de Thomas Owen, Jacques Sternberg, Marguerite Yourcenar, et Vladimir Maïakovski, et enfin de compositions musicales de Iannis Xenakis,,,.

### Catalogue et musées
Des œuvres de Maggy Willemsen sont présentes dans les collections du Musée d'art wallon (La Boverie),, du Cabinet des Estampes et des Dessins de Liège,,, du Musée de la Vie wallonne et de la Province de Liège,, mais aussi au Ministère de la Culture (Belgique),,, à la bibliothèque Albertine de Bruxelles,,, à l'administration communale de Flémalle et à l'université de Liège,,.

## Expositions

### Expositions personnelles
- 1965 : Maggy Willemsen, novembre-décembre, Galerie Jean Dols, Liège[4],[5],[6],[8],[18].
- 1966 : Maggy Willemsen, du 17 au 29 septembre, Galerie Jean Dols, Liège[4],[5],[18].
- 1967 : Galerie Jean Dols, Liège[4],[5],[18].
- 1968 : Galerie Huysmans, Liège[4],[5].
- 1969 : Galerie de l'étuve, Liège[4],[5] ; Maggy Willemsen - Peintures, Gravures et Dessins, du 21 février au 6 mars, Galerie Racines, Bruxelles[4],[5].
- 1970 : Galerie de l'étuve, Liège[4],[5].
- 1971 : Galerie de l'Archange, Bruxelles[4],[5].
- 1973 : Planète Sternberg, mai, Cercle royal des Beaux-Arts, Liège[4],[5] ; Galerie de l'Archange, Bruxelles[4],[5].
- 1975 : Cercle royal des Beaux-Arts, Liège et Verviers[4],[5] ; Les Fureurs Héroïques de Giordano Bruno et La Genèse, mars, Société des Beaux-Arts, Liège[5].
- 1976 : Galerie l'angle aigu, Bruxelles[5] ; Galerie Crals, Liège ; BP Building, Anvers[1],[5].
- 1977 : Maggy Willemsen - Les héroïnes de Thomas Owen, du 12 mai au 7 juin, Galerie Horizons, Bruxelles[5].
- 1978 : Galerie d'art Saint Remy, Liège[5].
- 1979 : Galerie Horizons, Bruxelles[5].
- 1980 : Galerie Présences, Knokke[1] ; Maggy Willemsen - Peintures et dessins - Les "ambiguës" de Thomas Owen, du 13 au 29 mars, Galerie d'art Saint Remy, Liège[5] ; Maggy Willemsen, du 1er au 30 septembre, Galerij A.S.L.K., Anvers[1].
- 1981 : Galerie Horizons, Bruxelles ; Contrôle Data, Bruxelles.
- 1983 : Maggy Willemsen - De l'horizon d'une femme à l'horizon de tous, du 11 au 20 février, Centre Samuel Donnay, Flémalle[19].
- 1984 : Cercle royal des Beaux-Arts, Verviers[1].
- 1985 : Galerie l'Estampille, Bruxelles ; Cercle royal des Beaux-Arts, Liège.
- 1986 : Centre Rops, Bruxelles et Namur.
- 1989 : Maggy Willemsen, février, Centre Rops, Bruxelles[20].
- 1994 : Maggy Willemsen, du 9 au 27 novembre, Centre Rops, Bruxelles.
- 1995 : Maggy Willemsen, du 11 au 29 janvier, Centre Rops, Namur.
- 1996 : Maggy Willemsen - Peintures, Dessins et Gravures, du 2 au 14 février, Cercle royal des Beaux-Arts, Liège.
- 2009 : Les œuvres de Maggy Willemsen, du 10 au 30 septembre, Théâtre du trianon, Liège.

### Expositions collectives
Des œuvres de Maggy Willemsen ont été exposées lors de différentes expositions à Auvelais, Charleroi, Martilly, Nancy, Neerpelt, Tourinnes-la-Grosse,,,, mais surtout à :
- Bruxelles : Galerie l'Archange, galerie Racines, galerie l'Estampille, galerie Horizons, galerie l'Angle aigu, Centre Rops[1],[2],[3],[4],[5].
- Liège : Galerie Leodico, galerie d'art Saint Remy, galerie Crals, Cercle royal des Beaux-arts, Les Chiroux (février 1970[21]), Cabinet des estampes[1],[2],[3],[4],[5].

## Prix et distinctions
Maggy Willemsen a été lauréate de différents prix au cours de sa carrière : prix Watteau, prix Marie, prix Pauline Jamar, prix Henri Litt et le prix des mutuelles,,.

## Réception critique
« Maggy Willemsen n'a pas renoncé pour autant à la technique qui a fait sa renommée : la peinture sur cuivre regravé. Cette technique très particulière, l'artiste la maîtrise, la domine avec une autorité et un savoir impeccables. Sous des glacis colorés, elle fait rejaillir l'éclat du métal en le rayant, en le griffant selon des rythmes étudiés. Cette technique fut pendant longtemps la griffe (sans jeu de mots) de l'artiste. On y retrouve un de ses thèmes favoris, la femme qu'elle envelope d'un symbolisme ambigu. Ses visages sont d'une apparente douceur, mais cachent sous un masque angélique des secrets qu'ils ne divulgueront pas... »

— Désiré Roegiest (Sur les pas feutrés de Maggy Willemsen, 1995)

« Il y a beaucoup à dire sur cet art à la fois tendre et hautain, arrivé aujourd'hui à un point remarquable de maturité, qu'il s'agisse du métier ou de l'inspiration.
Son univers s'ouvre au rêve et toute son œuvre au trait aigu et assuré est discrètement imprégnée de la meilleure culture. On sait aussi les voies diverses de son imagination privilégiant la femme dans son univers d'étrangeté secrète, de renversement du temps, de compénétration du passé et du présent avec apparition d'architectures et d'allégories inattendues. L'art de Maggy Willemsen ne fait pas d'éclats, ne s'affirme pas par l'agression des formes et des couleurs. Il est
au contraire extrêmement nuancé, profond, riche et fort d'allusions et de sous-entendus et mené sur le plan du métier avec une fermeté discrète et une
parfaite maîtrise. Voilà donc une démarche fière et d'une grande probité dont on n'a pas fini de découvrir les prolongements. »

— Stéphane Rey